# Vitalina Varela (pel·lícula)
Vitalina Varela és una pel·lícula dramàtica portuguesa del 2019 dirigida per Pedro Costa. L'obra va guanyar el lleopard d'or a la millor pel·lícula i Vitalina Varela el premi a la millor actriu principal al Festival de cinema de Locarno de 2019. La pel·lícula es va doblar al català i es va projectar, per primera vegada, en cinemes de Sant Feliu de Llobregat (Baix Llobregat), Lleida (Segrià) i Barcelona (Barcelonès) del 19 al 22 d'octubre de 2020.

## Argument
Vitalina Varela, capverdiana de 55 anys, arriba a Lisboa tres dies després del funeral del seu marit. Fa més de 25 anys que espera el bitllet d'avió. En la sumptuosa foscor d'un barri travessat per ombres hieràtiques, de sobte el vermell dels llençols sagnants. Vitalina, que ha arribat massa tard, no té més remei que assumir els assumptes del seu marit mort. No plorarà pels infeliços: davant d'homes desgastats i miserables, sinó que es comprometrà a reconstruir, sostre rere sostre, paret rere paret, el record d'una casa sòlida a Cap Verd, contra la trista realitat d'una vida que a Portugal no ha sabut trobar un sostre real.

## Recepció

### Resposta crítica
Al portal de crítiques cinematogràfiques Rotten Tomatoes, la pel·lícula rebé una qualificació d'aprovació del 97% basada en 34 ressenyes, amb una qualificació mitjana de 8,42/10. El consens crític del web manifesta que: «rigorosa i bellament composta, Vitalina Varela és un drama tranquil·lament absorbent, la superfície plàcida de la qual contrasta profunditats ocultes». Metacritic, que utilitza una mitjana ponderada, li assignà a la pel·lícula una puntuació de 83 sobre 100, basada en 15 crítiques, definint-la d'«aclamació universal».